# Oberonia latipetala
Oberonia latipetala är en orkidéart som beskrevs av Louis Otho Otto Williams. Oberonia latipetala ingår i släktet Oberonia och familjen orkidéer. Inga underarter finns listade i Catalogue of Life.